# Josef Wieser (Politiker, 1828)

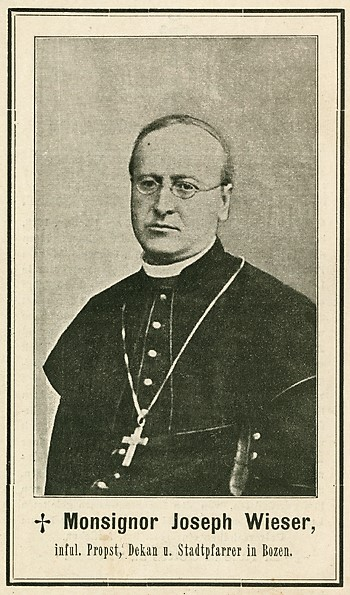
Wiesers Parte von 1899

Josef Wieser (auch Joseph Wieser; * 28. November 1828 in Völlan, Tirol; † 8. Februar 1899 in Bozen) war ein österreichischer infulierter Propst, Dekan und Stadtpfarrer in Bozen und Politiker.

## Leben
Josef Wieser schlug wie seine Brüder die akademische Laufbahn ein und wurde am 13. Januar 1854 zum Priester geweiht. Anschließend war er für kurze Zeit Kooperator in Leifers, Sarnthein und Kaltern, dann 15 Jahre Theologieprofessor in Trient. Nach der Zeit in Trient war er 28 Jahre lang Seelsorger in Bozen. Als Propst von Bozen von der Prälatenkurie in das Österreichische Abgeordnetenhaus (VI. Legislaturperiode 1879–1885) gewählt, musste er sein Mandat wegen fortschreitender Erblindung schon nach einer Wahlperiode aufgeben.
Er starb am 8. Februar 1899 in der Propstei Bozen an den Folgen einer Rippenfellentzündung.